# Schuttrange
Schuttrange é uma comuna do Luxemburgo, pertence ao distrito de Luxemburgo e ao cantão de Luxemburgo.

## Demografia
Dados do censo de 15 de fevereiro de 2001:
- população total: 3.258
  - homens: 1.682
  - mulheres: 1.576

- densidade: 202,36 hab./km²
- distribuição por nacionalidade:

| Nacionalidade  | População | %      |
| -------------- | --------- | ------ |
| luxemburgueses | 1.856     | 56,97% |
| estrangeiros   | 1.402     | 43,03% |
| - portugueses  | 168       | 5,16%  |
| - franceses    | 157       | 4,82%  |
| - italianos    | 104       | 3,19%  |
| - belgas       | 142       | 4,36%  |
| - alemães      | 204       | 6,26%  |
| - iuguslavos   | 41        | 1,26%  |
| - outros       | 586       | 17,99% |

- Crescimento populacional:

| Ano        | População |
| ---------- | --------- |
| 15/02/2001 | 3.258     |
| 01/01/2002 | 3.256     |
| 01/01/2003 | 3.246     |
| 01/01/2004 | 3.288     |
| 01/01/2005 | 3.291     |